# Деррік Едкінс
Деррік Ральф Едкінс (англ. Derrick Ralph Adkins; нар. 2 липня 1970, Бруклін, Нью-Йорк, США) — американський легкоатлет, що спеціалізується на бігу на 400 метрів з бар'єрами, олімпійський чемпіон 1996 року, чемпіон світу. Він був найшвидшою людиною в світі в сезонах 1994 і 1996 років і має особистий рекорд 47,54 секунди.

## Кар'єра
| Рік             | Змагання            | Місто               | Місце           | Дисципліна        | Примітки        |
| Представник США | Представник США     | Представник США     | Представник США | Представник США   | Представник США |
| --------------- | ------------------- | ------------------- | --------------- | ----------------- | --------------- |
| 1991            | Чемпіонат світу     | Токіо, Японія       | 6               | 400 м з бар'єрами | 49.28           |
| 1993            | Універсіада         | Емгерст, США        | 1               | 400 м з бар'єрами | 49.35           |
| 1993            | Чемпіонат світу     | Штутгарт, Німеччина | 7               | 400 м з бар'єрами | 49.07           |
| 1994            | Фінал Гран-прі IAAF | Париж, Франція      | 2               | 400 м з бар'єрами | 48.05           |
| 1995            | Чемпіонат світу     | Гетеборг, Швеція    | 1               | 400 м з бар'єрами | 47.98           |
| 1996            | Олімпійські ігри    | Атланта, США        | 1               | 400 м з бар'єрами | 47.54           |
| 1997            | Чемпіонат світу     | Афіни, Греція       | 5 (півфінал)    | 400 м з бар'єрами | 48.95           |